# Colegio Nacional de Monserrat
El Colegio Nacional de Monserrat es un establecimiento educativo ubicado en la ciudad de Córdoba, Argentina. Fue fundado en 1687 por Ignacio Duarte y Quirós con el nombre de "Real Colegio Convictorio de Nuestra Señora de Monserrat" y actualmente es un colegio secundario preuniversitario perteneciente a la Universidad Nacional de Córdoba. Su edificio, como parte integrante de la Manzana Jesuítica de Córdoba, fue declarado Patrimonio Cultural de la Humanidad por la Unesco en 2000.
El colegio es el más antiguo del país con funcionamiento ininterrumpido desde su fundación, siempre vinculado a la UNC, que también resulta ser la Universidad más antigua de la Argentina. Además, es una de las instituciones más influyentes en la historia cultural de Córdoba. En él funcionó la primera imprenta instalada en el actual territorio argentino.
Actualmente mixto, durante muchos años se consideró un colegio de varones. En 2007 la promoción 1957 cumplió las bodas de oro con la presencia de una mujer egresada. Si bien nunca hubo una prohibición legal para el ingreso de mujeres, la condición de mixto fue resistida por gran parte de las autoridades así como diversos sectores conservadores de la sociedad cordobesa y argentina. A fines de la década de los 90, luego de reclamos y cobertura mediática, comenzó a normalizarse el ingreso de mujeres.

## Historia

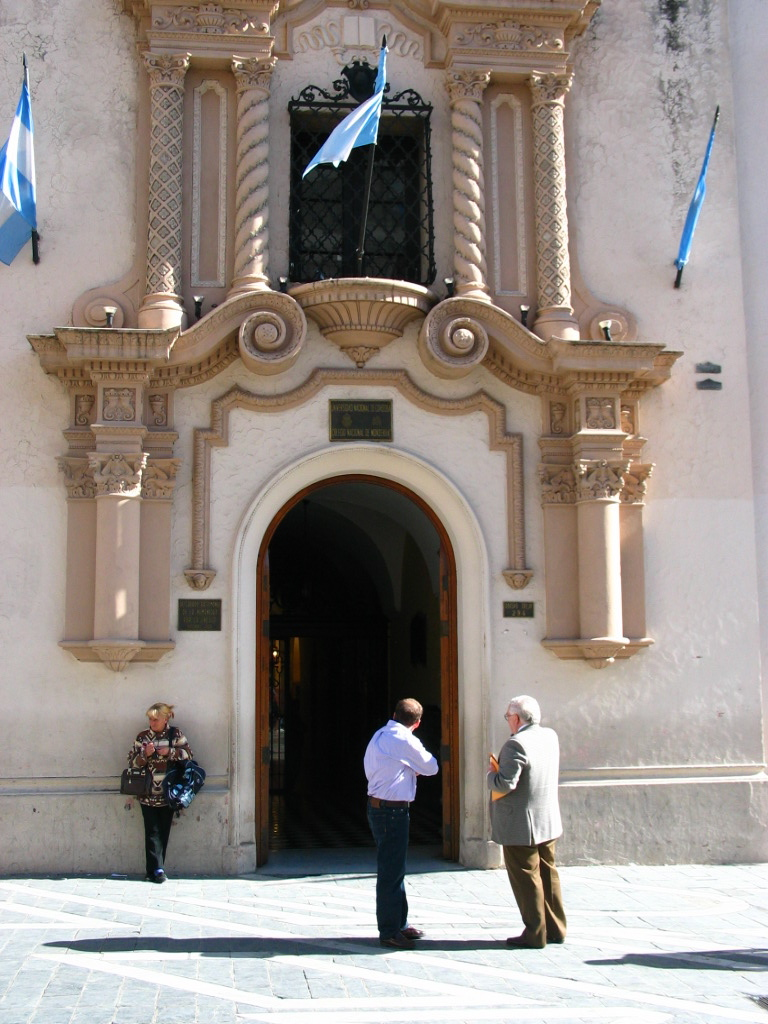
Pórtico de entrada

El Real Colegio Convictorio de Nuestra Señora de Monserrat fue fundado en la ciudad de Córdoba el 1 de agosto de 1687. Dotó la fundación el presbítero Ignacio Duarte y Quirós, sacerdote de origen cordobés, quien ofreció y donó todos sus bienes a ese efecto a los religiosos jesuitas (por un total de bienes tasados en $ 38 354, entre los que se encontraba la Estancia de Caroya). Estos religiosos obtuvieron del rey Carlos II de España, la Cédula que autorizaba la fundación, cuyo cumplimiento fue encomendado al gobernador de Córdoba, capitán de Caballos Corazas Tomás Félix de Argandoña. La fundación fue aprobada definitivamente por el rey Felipe V, en Cédula de 2 de diciembre de 1716, aunque el Colegio ya había comenzado a funcionar el 10 de abril de 1695, después de varios años de intentos y tratativas, ocupando la antigua casa de los Duarte. Esta constaba de un patio y siete habitaciones, y fue agrandada a partir de nuevas donaciones, avanzando sobre la manzana encerrada por las actuales calles Obispo Trejo, Duarte Quirós, Caseros y Av. Vélez Sársfield.
Desde su origen y por casi dos siglos el Colegio fue, como su nombre lo indicaba, un "Convictorio", del latín, cum vivere, vivir en común. Se refiere a un internado donde vivían y estudiaban los colegiales que escuchaban las lecciones que se impartían en la Universidad.
La historia del Colegio puede dividirse en seis períodos: 1) Jesuita; 2) Franciscano; 3) Del clero secular; 4) Provincial; 5) Nacional; 6) Universitario.

### Período jesuita
Durante el primer período (1687-1767), en que el colegio estuvo regido por los sacerdotes jesuitas, este instituto alcanzó gran prestigio. Al expulsarse a la Compañía de Jesús, la universidad y el colegio fueron entregados a los religiosos franciscanos.

#### Fundación del colegio, perfil de los estudiantes
Desde su fundación en 1687 a manos de Ignacio Duarte y Quirós y hasta 1767, el Real Colegio Convictorio de Nuestra Señora de Monserrat estuvo administrado por la Orden de la Compañía de Jesús. Durante este período, la educación en Hispanoamérica se encontraba principalmente a cargo de las órdenes religiosas. Los jesuitas, luego de establecer el Colegio Máximo en Córdoba del Tucumán, tomaron el mando del Convictorio y proveyeron a la instrucción de su alumnado. Asistían a la institución los hijos varones de las élites sudamericanas, provenientes la mayoría de ellos de la región que hoy ocupa Argentina, y entre los cuales predominaban los oriundos de Córdoba. En menor cantidad concurrían desde los actuales países de Bolivia, Chile, Perú, Uruguay y Paraguay, así como de Europa (España, Francia, Inglaterra y Suecia). Solamente aquellos que gozaran de una posición económica privilegiada, podían enviar a sus hijos a estudiar lejos de sus hogares, debido a los enormes costos del viaje y la estancia durante los años de estudio. Para ingresar al "Convictorio" se exigía “limpieza de sangre” y medios materiales que sustentaran la estadía del colegial. Sin embargo, existieron en el lapso de estos ochenta años, becas que permitieron a un 16 % de alumnos de bajos recursos realizar sus estudios en el Monserrat. La mayoría de estas correspondía a la “dotación del Fundador”, otra porción eran las becas del Paraguay y en adición las conferidas por particulares.

#### Constituciones fundacionales
El modo en que debían proceder los estudiantes del Convictorio era determinado por las Constituciones fundacionales del Colegio, que fueron redactadas por el padre fundador Ignacio Duarte y Quirós al momento de la creación del Monserrat. En estas, se hallaban minuciosamente organizadas las leyes primordiales que especificaban los derechos y libertades de quienes componían la comunidad. Se encontraba explícita la rutina que debían seguir los convictores que constaba de: levantarse al alba, orar, desayunar, estudiar, acudir a las lecciones matutinas y vespertinas en el Colegio Máximo, revisarlas, oír misa; almorzar, aprovechar un breve tiempo de recreación; un descanso antes de continuar el estudio, el canto, el rezo del rosario, la cena, las lecturas espirituales, el examen de consciencia, el silencio y el descanso final.
Las constituciones reconocían como máxima autoridad al padre rector de la Compañía de Jesús, seguido por el padre rector del Colegio Convictorio, cuya función era ver por el buen nombre de la escuela así como por la formación erudita y moral de los estudiantes, ya que la enseñanza en virtud y letras primaba sobre cualquier otra actividad. Por esta razón, los monserratenses que no pertenecieran al Orden Sacro, eran eximidos de realizar tareas de servicio a la iglesia que los privaran de valioso tiempo de estudio. En las ceremonias religiosas ocupaban asientos de honor previamente asignados, ya que gozaban de una consideración especial. Su formación estaba dirigida a destacar sobre las demás instituciones, a alcanzar una excelencia académica que perduró y tiene valor simbólico en la actualidad.
Las normas de apariencia personal y de comportamiento eran estrictamente definidas por las constituciones. La conducta y uniforme intachables debían verse tanto en el interior de los claustros como fuera de estos. Los convictores debían verse limpios, actuar con recato y vestir su uniforme completo: manto negro, beca colorada con escudo del santo nombre de Jesús y corona real, bonete, mangas negras y cuello de clérigo, zapatos blancos, medias de seda, jubones y calzones. Dentro del colegio debían llevar: togas pardas, medias de lana o seda del mismo color, negras, moradas o azules.
Los residentes debían mantener la pulcritud de las habitaciones, en las que estaba prohibida la tenencia de armas, jugar a las cartas y realizar apuestas. Los estudiantes tenían derechos tales como el acceso a una alimentación generosa, a la asistencia de un médico en caso de enfermedad y servicios de lavandería.
También existían rutinas religiosas y castigos: la confesión se realizaba cada quince días; además, debían asistir a una misa diaria y recibir la comunión. Se rezaba el rosario diariamente y se los incitaba a asistir a pláticas espirituales. Estaban prohibidos los juramentos, el mal ejemplo, las riñas y las mentiras; de lo contrario, los castigos eran azotes, detención y encierro en aislamiento en una celda destinada a tal efecto. La excomunión y expulsión constituían recursos extraordinarios; el registro se encuentra en el libro del colegio (el despojo del manto, la beca y la ropa parda era obligatorio al abandonar el Convictorio y revestía tintes ceremoniales). La renuncia voluntaria o compulsiva del hábito reunía carácter simbólico de degradación. El robo de objetos pertenecientes al Colegio Convictorio tenía como pena la expulsión. En los interrogatorios se imponía el deber de delación, la selección de los informantes y el secreto de las operaciones. Estaba prohibido revelar datos relativos a penitencias y castigos que eran aplicados a los estudiantes durante el internado.

#### Grados concedidos
El Monserrat otorgaba grados de Bachiller y Licenciado, que habilitaban a los estudiantes a continuar su carrera como Maestros en Artes en un cursado de cuatro años, o doctores en Teología por un cursado de nueve años.
Algunos colegiales fueron expulsados por "inobediencia” y "la no sujeción al castigo merecido por sus faltas", huyeron (se fugaron por no aceptar los severos planes de estudio ni al régimen disciplinario), fueron llevados a otros destinos (enfermedades familiares), o no completaron el pago de aranceles, se enfermaban gravemente y no mejoraban (los de Córdoba podían reintegrarse más fácil si terminaban curándose), mientras otros fallecieron durante su estadía en el colegio y en Caroya.
Las funciones o cargos que ocuparon los graduados de este periodo fueron parte de la religión, gobierno civil, abogados, escritores, poetas, en la enseñanza ejemplar y el adoctrinamiento.

#### Estancia de Caroya
La Compañía de Jesús adquirió la hacienda de Caroya en 1616. Se trataba de un establecimiento rural ubicado en el norte de la actual provincia de Córdoba, donde trabajaba mano de obra esclava en tareas agrícola-ganaderas.

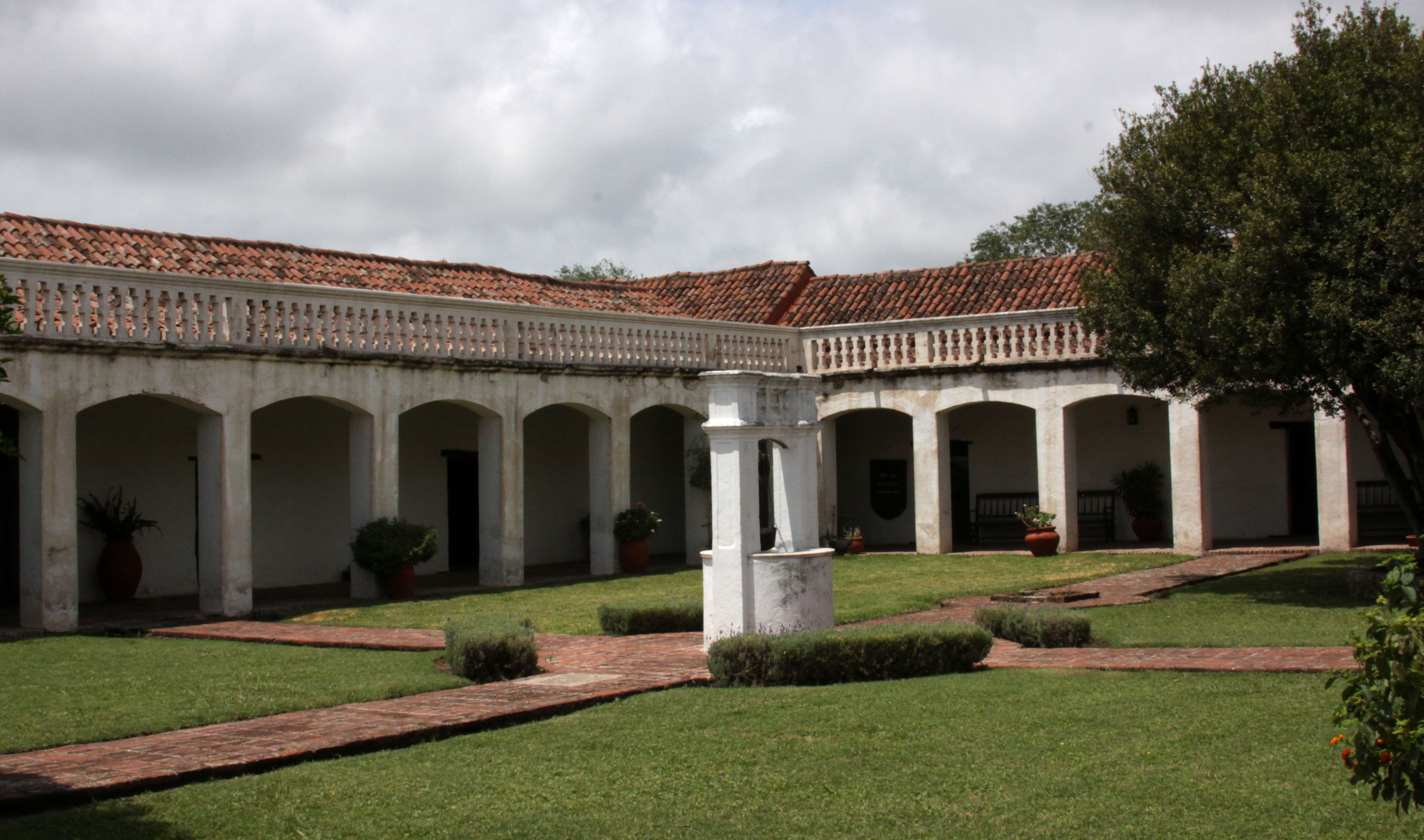
Estancia de Caroya

En 1661, la Compañía vendió estas tierras a Ignacio Duarte y Quirós, quien a su vez la donó al Real Colegio Convictorio de Nuestra Señora de Monserrat fundado por él en 1687. Con el tiempo, Caroya fie una residencia para los estudiantes monserratenses durante el receso estival.
El plantel de esclavos que la Compañía de Jesús había adquirido para la Estancia se dedicaba también a tareas de albañilería y artesanías en general.
En 1767 cuando la orden fue expulsada de todos los territorios del Imperio español, el Colegio Convictorio, junto a sus bienes muebles (como el plantel de esclavos) e inmuebles, pasaron a estar bajo la tutela administrativa de la orden franciscana.

#### Los esclavos del Monserrat
El plantel de esclavos del Convictorio y de la Estancia de Caroya comenzó a organizarse desde la fundación del Monserrat en 1687. Durante ese primer año, el plantel tenía 168 esclavos; parte de este plantel estaba conformado por varios esclavos que fueron obsequio a Duarte y Quirós por parte de sus padres, entre ellos: Domingo, su entenado Juan mulato, Catalina su mujer; Esperanza con dos hijas llamadas Dominga y Pascuala; Ana con tres crías llamadas Inés, Francisca, Ignacia; María, Isabel, Jerónimo, Olalla. Para esa fecha, Ignacio Duarte ya había duplicado el número de esclavos por medio de compras y la descendencia de los mismos.
Bajo la administración jesuítica, se registró un paulatino aumento del plantel de esclavos del Convictorio realizado a través de continuas compras a particulares.
Tras la expulsión de la Compañía de Jesús en 1769 la estancia contaba con un plantel de 161 esclavos; nueve años después aumentó a 181, esto se debe al traspaso de la administración a los franciscanos y a su desvinculación con las demás estancias de Córdoba.
Estos hombres y mujeres esclavos fueron la fuerza y el sustento del Real Colegio Convictorio de Nuestra Señora de Monserrat durante más de un siglo, recibiendo posiblemente un trato ‘más humano’ a diferencia de otras regiones de América por parte de los religiosos, a pesar de la cosificación que les otorgaba el peso de su condición jurídica.

#### Los rectores del Monserrat
Lista de los rectores entre 1695 y 1767 de los cuales se tiene registro:
- Agustín Gazolas SJ (1695-1698)
- José de Aguirre (~1700)
- Cristóbal Gómez SJ (~1703)
- Blas de Silva SJ (~1703)
- Ramón de Yegros SJ (1704-1708)
- José López (~1710)
- Lorenzo Rillo SJ (~1715)
- Miguel López (~1715)
- Antonio Torquemada (~1718)
- Antonio Alonso (~1724)
- Juan José Rico (~1729)
- Bruno Morales SJ (1732-1734)
- Ladislao Orosz (1734-1739)
- Eugenio López (1739-1744)
- Bruno Morales SJ (1744-1745)
- Juan de Escadón SJ (1745-1747)
- Luis de los Santos SJ (1747-1752)
- Ignacio Javier Leiva (1752-1757)
- Domingo Muriel SJ (~1757)
- Manuel Querini SJ (1757-1758)
- Luis de los Santos SJ (1757-1759)
- Ladislao Orosz (1759-1767)
- Gaspar Pfitzer SJ (~1767)

### Período franciscano

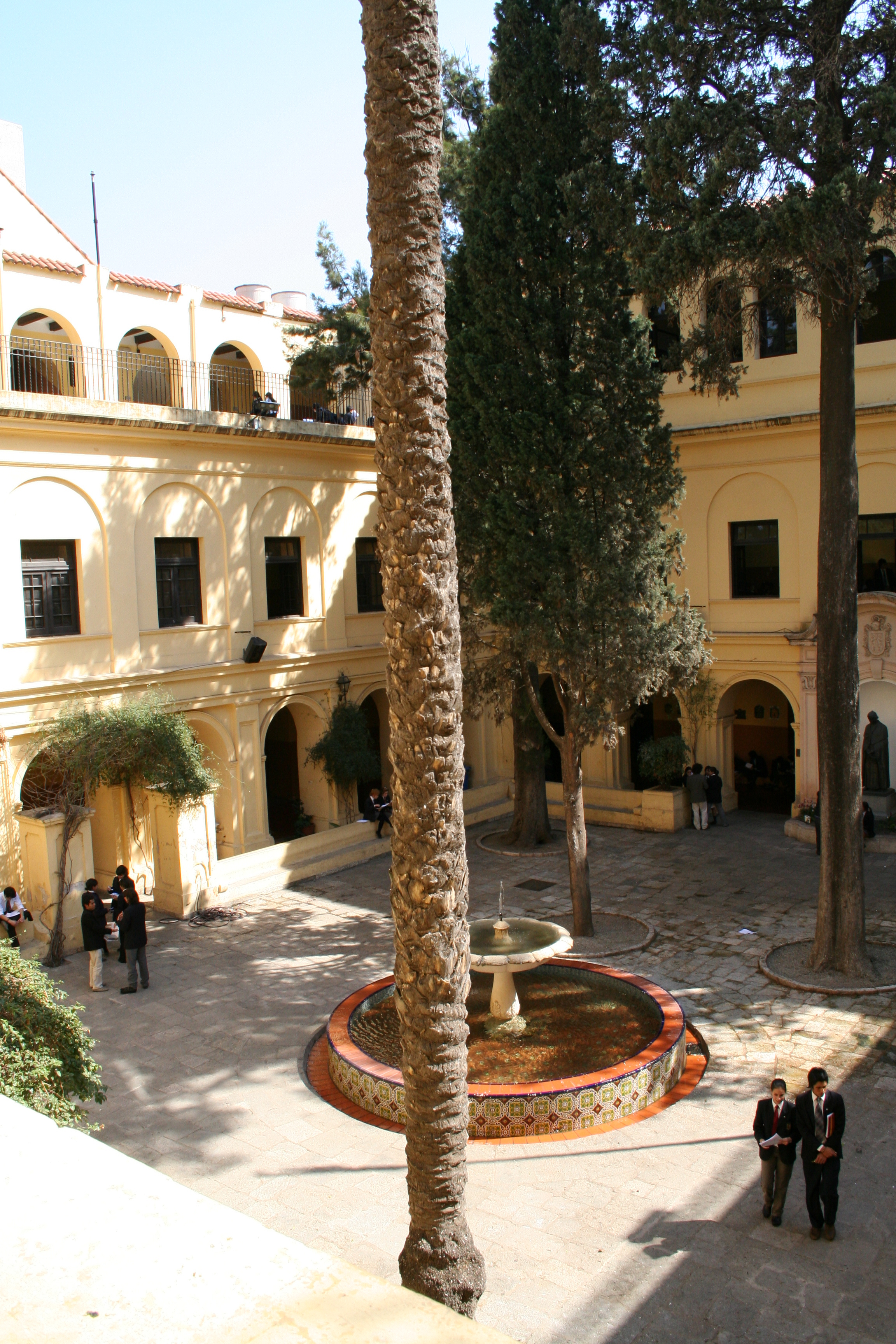
Patio interior del Colegio

En el período franciscano (1767-1807), el colegio fue trasladado de la casa de Duarte, que ocupó hasta entonces (hoy Colegio de Huérfanas), al edificio en el que actualmente funciona, traslado "que dio todo el ser al colegio", según la expresión de uno de sus rectores, y que se realizó el 9 de febrero de 1782.

### Período del clero secular
El período del clero secular (1807-1820), comienza al darse cumplimiento a la Real Cédula de 1800, por la que el rey Carlos IV creaba la “Real Universidad de San Carlos y de Nuestra Señora de Monserrat” sobre la base de los antiguos institutos, disponiendo se entregaran a la regencia del clero secular de esta ciudad. En esta época se producen las importantes reformas a los planes de estudio propuestos por el deán Funes, entonces rector de la Universidad y Colegio, por el gobernador de Córdoba Manuel Antonio de Castro.

#### Aplicación de la real cédula
Durante 1778, la Corona dispuso la separación de la orden franciscana de sus respectivas labores provisionales hasta el momento. Y en 1800 fue expedida una Real Cédula por el rey Carlos IV, concluyendo «(que se) erija y funde de nuevo en dicha ciudad de Córdoba del Tucumán, y en edificio que fue del Colegio Máximo Jesuítico de ella, una Universidad Mayor con los privilegios y prerrogativas que gozan los de esta clase en España e Indias, con el título de “Real Universidad de San Carlos y de Nuestra Señora del Monserrat». Luego de acaloradas disputas entre los partidarios de los franciscanos y los del clero secular, el 29 de noviembre de 1807 el virrey Liniers logró que se ejecute de una vez por todas la Cédula Real mediante el apoyo de los dos hermanos Funes (Gregorio y Ambrosio)

#### El deán Gregorio Funes como rector
Dámaso de Uriburu, en sus Memorias, afirma que el rector deán Gregorio Funes sería uno de los protagonistas claves de este escenario al reformar usos y costumbres «donde dominaba una severidad monacal propia del medio y de aquellos tiempos», haciendo que se atendiera al «aseo y porte exterior de los colegiales y suprimiendo los castigos corporales por cualquier falta de disciplina». Abolidos los azotes, solo serían aplicables en casos de faltas graves. Los jóvenes, tratados con dignidad y respeto, corresponderían con “conducta arreglada y decente”. En horas de esparcimiento podían disfrutar de la música y practicar esgrima (Dámaso de Uriburu, “Memorias”).

#### Reformas en el Plan de Estudios
Las preocupaciones prioritarias del rector Funes se referían a la reforma de los planes educativos vigentes, de manera que fueran adecuados para la época corriente. Luego de un intercambio de informes con el virrey Liniers y el Obispo de Orellana, el claustro universitario le encarga el 27 de noviembre de 1808, la reforma del método de estudio. En sus informes presentados al virrey, priorizó la enseñanza de los idiomas (gramática castellana y francesa, griego y latín) y resolvió crear una cátedra de aritmética, geometría y álgebra, costeada por él mismo. Por último, introduce el estudio de la lengua francesa, la geografía y la historia.
Debido a los contratiempos que sufría deán Funes con su participación política tanto en la Revolución de Mayo, como diputado cordobés en la Junta Grande y su posterior condición de preso político, la presentación del nuevo plan se retrasó hasta 1813, para ponerse en vigencia en 1815.
Lo primero ya no era el latín, de difícil enseñanza debido a la escasez de métodos y gramáticas completas, sino la gramática castellana; y de forma irregular se enseñaban el griego, árabe y hebreo. Con ella, se iniciaba la carrera universitaria, incluyendo las bellas artes, la retórica y la poesía. Aprobando Gramática, se pasaba a la Facultad de Artes o Filosofía, integrada por el trívium (gramática, lógica y retórica) y por el quadrivium (aritmética, geometría, astronomía y música). Aprobados los exámenes de estas dos asignaturas, se concedía el grado de bachiller o licenciado. Y aprobado el », se pasaba al doctorado en alguna de sus ramas: “teología” o “jurisprudencia”, o en “ambos derechos” como se decía.

#### La "cacería" de esclavos del deán Funes
Cuando el deán Funes asumió el rectorado del Colegio Máximo y del Convictorio de Monserrat, se encontró con el panorama desolador que lo rodeaba. La pésima administración de la orden franciscana dejó a ambas instituciones en la ruina misma. La universidad ya no entregaba grados académicos como antes, y la continuidad del Convictorio pendía de un hilo (se valía de la protección real y se había perdido su histórico edificio). Inclusive la estancia de Caroya se veía afectada, puesto que sus productos no alcanzaban para sostener al alumnado. Las finanzas franciscanas convirtieron a la anterior gloria jesuita, en una sombra de sí misma.
Ante esta desalentadora situación, el rector lleva a cabo una idea extraña con el objetivo de obtener recursos. En el caso del Monserrat, confeccionó una lista compuesta por veintidós nombres de esclavos fugitivos que pertenecían por derecho al Convictorio, y con la ayuda de un tal “Rodríguez”, empezó la tan poco conocida "cacería" de esclavos. Estableció que los fugitivos encontrados podrían ser vendidos o incluso intercambiados por bienes ganaderos, y por si fuera poco, trazó razones por las cuales no quería que fueran devueltos al Convictorio: arguyó que contaminarían al resto con las ideas de libertad y rebeldía.

“El Señor Doctor Don Gregorio Funes, Deán de esta Santa Iglesia Catedral, Provisor y Vicario General, Rector de este Real Colegio de San Carlos de Monserrat, y Don Hipólito Rodríguez, vecino del Río Segundo de esta jurisdicción, a quienes certifico doy fe conozco y dijeron que tenían estipulado lo siguiente: Primeramente que el expresado Rodríguez se obliga a buscar, solicitar, perseguir y prender con auxilio de los jueces reales a los esclavos fugitivos de este Real Colegio de San Carlos de Monserrat que se hallan prófugos por Buenos Aires y Montevideo (...) y el señor Rector del expresado Colegio asimismo se obliga a satisfacer al referido Rodríguez la cantidad de 50 pesos por cada uno de los esclavos que aprendiese y asegurase (...) y porque es conocido el grave perjuicio que resulta a dicha casa en que los referidos esclavos sean conducidos a ella, pues a más de no haber cómo asegurarlos pervierten a los demás e inducen a otros a que se profuguen con ellos mismos, le da facultad para que (...) los venda en cualquier parte que encontrase comprador recibiendo por uno u otro alguna parte o el precio si fuere necesario en algunas haciendas de las que necesita la Estancia de Caroya, como son caballos, potros, yeguas, mulas y bueyes..."

La cacería se extendió hasta Buenos Aires y Montevideo, siendo solamente capturados nueve de los veintidós esclavos detallados. La lista habría sido confeccionada por un procurador que el deán Funes contrató para localizar a los fugitivos. En la misma, se describe a los hombres por su color de piel, estatura, peso, marcas en la cara, oficio y estado civil; y se aclaran los lugares donde sería posible encontrarlos y capturarlos posteriormente a manos de Rodríguez.

### Período provincial
El período provincial (1820-1854) se inicia tras el comienzo de las autonomías provinciales en el territorio del Río de la Plata. Durante este tiempo el colegio pasó por las épocas más difíciles de su historia debido a las guerras de la Independencia, a las luchas civiles entre unitarios y federales y a las dificultades económicas consiguientes.
Sin embargo, a pesar de estas adversidades, el colegio subsistió a merced de la virtud y el desprendimiento de sus autoridades. Durante este tiempo se reformaron los planes de estudio a iniciativa del gobernador Juan Bautista Bustos, reformas que realizó José Gregorio Baigorri. Algunas de estas renovaciones eran priorizar la enseñanza del castellano por sobre la del latín y la incorporación del estudio del derecho patrio y leyes del estado.
Entre estos años se realizaron diversas reformas y aplicaciones al edificio institucional y al Colegio Máximo.
El colegio pasó a manos de la provincia luego de que el gobernador Bustos decidió poner a la entonces Universidad de Córdoba bajo la jurisdicción provincial para reacondicionarla y dotarla con nuevos equipamientos. Entre estos equipamientos se encuentra una nueva imprenta que ayudó tanto a la universidad como al colegio en la publicación de nuevos libros, periódicos y mamotretos indispensables para fortalecer la educación. Además de estas mejoras materiales, el gobernador logró que se revocara el requisito colonial de limpieza de sangre; permitió, de este modo, que muchas más personas estuvieran en condiciones de matricularse y que tuvieran la oportunidad de formar parte de la institución. Otra cosa a destacar es que a partir de la ley de 1813 se prohibieron los castigos corporales en los colegios, por lo que a partir de ese entonces ya no se utilizaron más los castigos físicos.
Entre estas épocas, hubo diversas guerras, lo que trajo como consecuencia que la expropiedad del colegio, la estancia de Caroya, pasara a ser una fábrica de armas blancas (1814- 1816) debido al punto estratégico en donde se situaba, a orillas del Camino Real. Esta fábrica fue la primera del país y proporcionaba puntas de bayoneta para el Ejército del Norte. Pero en 1816 fue finalmente cerrada por orden del gobierno central, por lo tanto se empezó a utilizar como hospedaje para albergar a personas que pasaban por el camino real, entre ellas, diversos personajes célebres del país.

### Período nacional
Al organizarse el gobierno federal, el colegio y la universidad fueron nacionalizados, iniciándose así el período nacional (1854-1907). En este tiempo el colegio fue transformado en un instituto de enseñanza secundaria, perdiendo el carácter de convictorio. Desde entonces es un "Colegio Nacional" con las características actuales, por lo que sus planes de estudio sufrieron las transformaciones correspondientes.
El período nacional del Colegio (1854-1907) se inició luego de que el largo gobierno de Rosas llegase a su fin con la batalla de Caseros el 3 de febrero de 1852 y Manuel López (gobernador de Córdoba) fuese derrocado con la revolución del 27 de abril del mismo año. El 8 de abril de 1854, Alejo del Carmen Guzmán, gobernador de la provincia, firmó un decreto, solicitado por el vicepresidente Salvador María del Carril, mediante el cual la Universidad y el Colegio se nacionalizaban y quedaban sujetos al gobierno de la Confederación. Ambas instituciones se desvincularon; sin embargo, el Colegio mantuvo su internado. El 19 de junio de 1855, Urquiza aprobó el Reglamento del mismo y agregó que “el nombre del Colegio Nacional de Nuestra Señora de Monserrat" era oficial.
La nacionalización dio al Colegio nuevas oportunidades; con el incremento de recursos, se aumentó el número de cátedras y se repararon los edificios. También se modificaron los planes de estudio y los horarios. Durante la Confederación, hubo un notable esfuerzo en que el patrimonio bibliográfico creciese y se ampliase.
La batalla de Pavón, el 17 de septiembre de 1861, dio fin a la Confederación y el comienzo de una etapa de inestabilidad. Eusebio Bedoya fue nombrado por el presidente Mitre Interventor de la Universidad y el Colegio para poder informarle sobre las necesidades y los medios con los que contaba para llevar a cabo las mejoras que proponía. Bedoya propuso separar los estudios preparatorios, en el Monserrat, de los universitarios, en la Universidad. Dicha separación, junto con los nuevos planes de estudio, se llevó a cabo luego de la aprobación por parte del Claustro el 4 de enero de 1864.
Con las reformas de 1863 y 1864 del rector Bedoya, que mejoraron la enseñanza al aumentar las materias y cambiarlas por otras, quedaba un solo tema por resolver: la supresión del internado, solicitada por el mismo Bedoya junto con otros rectores, y resistida por los disconformes. En 1864, la Facultad de Teología de la Universidad desapareció.
Con la llegada de Sarmiento a la presidencia en 1868, y el apoyo de Nicolás Avellaneda, se instauró un período de modernización de la educación tanto en las universidades como en los colegios nacionales. A estos fines, mediante la Ley 322, el Poder Ejecutivo autorizó a «...contratar dentro y/o fuera del país hasta veinte profesores, que serán destinados a la enseñanza de ciencias especiales en la Universidad de Córdoba y en los colegios nacionales...». De este modo se establece la Academia Nacional de Ciencias, que promovió y facilitó el conocimiento de las ciencias exactas y naturales. Sumado a esto, todos los conocimientos allí obtenidos fueron la base de lo que se iba a estudiar en los colegios nacionales. La modernización en la educación trajo consigo numerosos cambios en los planes de estudio de la institución.
El colegio posee en su museo una colección de elementos de física, química y astronomía, compradas en su mayoría durante el siglo XIX a Francia y Alemania en el marco de la llegada de estos profesores extranjeros.
El 14 de septiembre de 1878 el Gobierno de la Nación suprimió el internado desde el año siguiente, con lo que desapareció, así, el último rasgo de la antigua fisonomía de convictorio del colegio.
En 1854 la Estancia Jesuítica de Colonia Caroya pasó junto al ahora Colegio Nacional de Monserrat también a estar a manos del Estado Nacional y en 1878 el Estado, disponiendo de sus procesiones, desvincula la estancia del colegio y la convierte en residencia del primer contingente de inmigrantes friulanos, llegado en ese mismo año, quienes fueron los fundadores de la localidad de Colonia Caroya.

### Período universitario

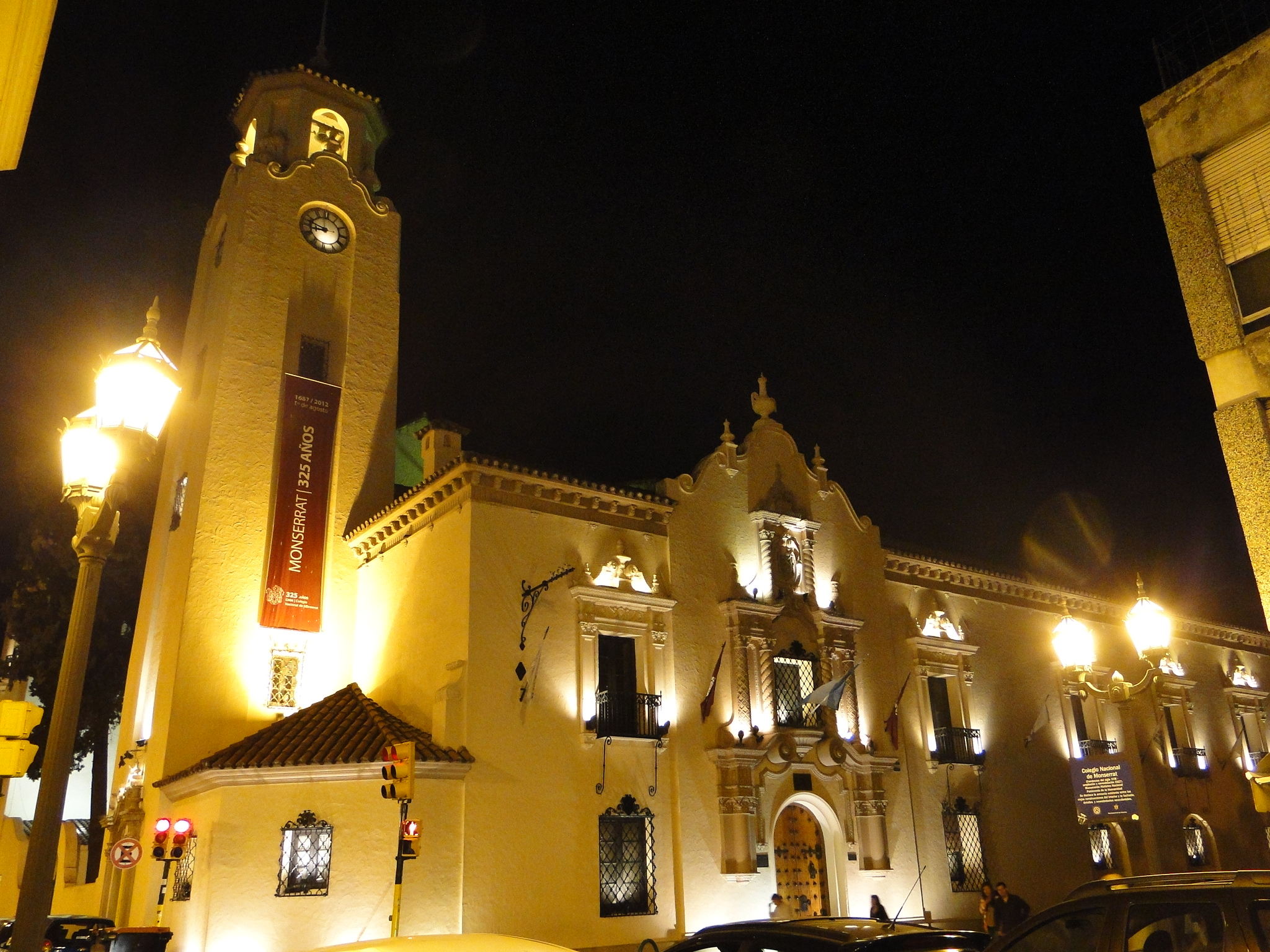
Vista nocturna del edificio.

En 1907 el Colegio fue transferido de la órbita nacional a la administración de la Universidad Nacional de Córdoba, a la que pertenece hasta hoy.
Entre los principales sucesos de este período se destacó una rebelión de estudiantes sucedida en la segunda década del siglo XX. El 14 de mayo de 1912, los alumnos del Colegio Nacional de Monserrat elevan una solicitud al Consejo Universitario de la Universidad Nacional de Córdoba pidiendo la implementación de mesas examinadoras complementarias en julio. Como el Colegio había sido ya anexado a la Universidad de Córdoba, lo que los estudiantes no podían dirigirse al Consejo sino por intermedio del rector del Monserrat, quien a su vez no dio explicaciones de su negativa a elevar el pedido.
El 13 de junio de ese año volvieron los estudiantes a elevar otra nota solicitando las mesas examinadoras, pero el clima en el Colegio empezó a enrarecerse a la par por la prolongación de quince días para cerrar el primer trimestre. Se produjeron desórdenes y suspenden a alumnos por arrojar bombas de ácido valeriano, y se declara totalmente en huelga.
En el transcurso del tiempo se fueron dando diferentes hechos, como pintadas en los muros y sanciones a los jóvenes de buenas calificaciones, todo lo cual empujó al movimiento estudiantil a la huelga el 24 de junio de 1912.
Los estudiantes que participaron de la toma del Convictorio, luego pasarían a la Universidad; muchos estarían finalizando su carrera universitaria y terminarían siendo los protagonistas de un hito reconocido mundialmente: la Reforma Universitaria de 1918.
Como figuras destacadas en la configuración de los ideales de la Reforma Universitaria, estuvieron el escritor Juan Filloy, Arturo Orgaz (abogado) y Arturo Capdevila (juez, abogado e historiador); los dos últimos fueron mentores del Manifiesto liminar. Todos tenían en común el Monserrat como su origen y la huelga de 1912.
El primer antecedente de rebelión de los estudiantes había ocurrido ocho años después de que los jesuitas fueran expulsados, con un motín que los estudiantes organizaron para reclamar y protestar por todas las crueldades que vivían en el Colegio, tales como hacerlos pasar hambre y recibir castigos que llevaban al daño físico; tomaron el Convictorio y se auto proclamaron "Los Caballeros del Rey", mientras que apodaron “Nerón” al Rector.

## Actualidad

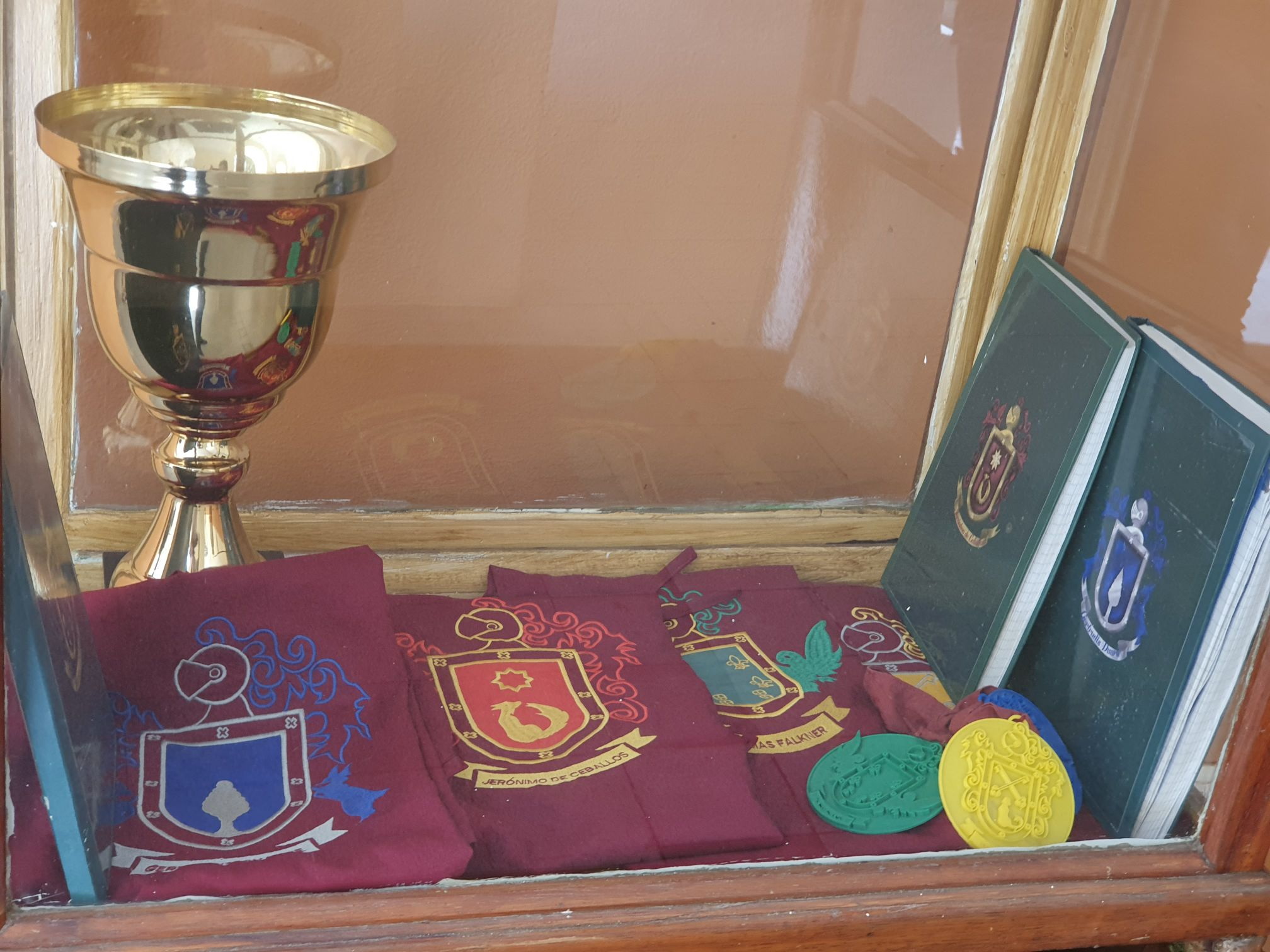
Copa del fundador y estandartes de las cofradías.

El Colegio Nacional de Monserrat es una institución preuniversitaria, pública, laica y de nivel secundario, en el cual se cursa por siete años materias como Lengua y Cultura Latinas y Griegas, Filosofía, Psicología, Historia de la Cultura, Economía Política, Historia del Arte, Música, etc. Posee una formación en Bachillerato en Ciencias Sociales y Humanidades.
Los estudiantes cuentan con la biblioteca Profesor Alfredo Ruibal, con material recreativo y académico, además de contar con un Aula Multimedia, Anfiteatro, Gabinetes de Física, Informática y Ciencias Naturales y Laboratorio de Química.
También dispone de un nivel de pregrado con las carreras de Martillero y Corredor público, Tecnicatura Superior en Bromatología y Comunicación Visual.
Desde 2020 existe en el colegio un área de género, cuya principal función es la de garantizar la efectiva aplicación de la Educación sexual integral (ESI).

### Talleres y deporte
La institución además de tener una amplia currícula, ofrece diversos talleres extracurriculares y actividades opcionales y libres para los alumnos del nivel secundario. Estos son dictados en su mayoría por docentes del colegio, y a su vez los talleres brindan la posibilidad de participar en actividades organizadas por diferentes instituciones como olimpiadas, competencias estudiantiles, modelos de naciones unidas, etc.
En cuanto a deportes, el colegio cuenta con escuadras de fútbol, hockey, vóley, básquet, balonmano, tiro y esgrima, siendo esta última la que más antigüedad tiene.

### Centro de estudiantes
El Monserrat cuenta con su propio Centro de estudiantes, siendo este el órgano natural de representación, participación, discusión y organización de los estudiantes dentro del Colegio para la defensa y protección de sus derechos.
Su comisión directiva está compuesta por: Presidencia, Vicepresidencia, Secretaría General, Secretaría de Deportes y Recreación Masculinos, Secretaría de Deportes y Recreación Femeninos, Secretaría de Derechos, Secretaría de Relaciones Exteriores, Secretaría de Prensa y Difusión Turno Mañana, Secretaría de Prensa y Difusión Turno Tarde, Secretaría de Acción Estudiantil y Secretaría de Cultura, Género y Gremial 
Este centro es elegido y renovado todos los años de manera democrática a través del voto.

### Antiguos gabinetes de ciencias
El colegio cuenta con tres gabinetes de ciencias:
El Gabinete de Ciencias Naturales, donde desarrollan actividades de observación de material animal, vegetal y fúngico, disecciones y experimentos como fototropismo, ósmosis y germinación. Sirve de apoyo para las clases de Ciencias Naturales y Anatomía durante los siete años del secundario.
El Gabinete de Física, donde se realizan demostraciones prácticas con distintos elementos, correspondientes a las clases de Física de sexto y séptimo años.
El Gabinete de Química, equipado con herramientas varias, donde se llevan a cabo las labores prácticas correspondientes al área de Química y Ciencias Naturales en el secundario, y en la carrera de pregrado de Técnico Superior en Bromatología. Con el asesoramiento externo del centro de vinculación de Bio-Gestión, dependiente de la Facultad de Ciencias Exactas, Físicas y Naturales de la Universidad Nacional de Córdoba, el colegio lleva a cabo el Programa de Capacitación y Formación en Buenas Prácticas de Laboratorio (BPL).

### Acervo artístico y colecciones
En cuanto a las colecciones artísticas, el Colegio Nacional de Monserrat cuenta con la “Colección Bogino”, en la que se encuentran:
Un mural situado en el salón de actos de la institución, realizado entre 1979 y 1980 por el alumno, Claudio Bogino, de 16 años, en ese entonces acompañado por sus docentes. En él se representan los pueblos originarios de América Latina: mayas, incas y aztecas.
El primer piso del edificio está decorado por cuatro piezas además del mural. La primera es la interpretación libre de la Natividad de Caravaggio, realizada en óleo sobre madera en 1976 en la cual Bogino reposicionó varios elementos del cuadro original.
La segunda es la copia de la Lección de Anatomía del Dr. Nicolaes Tulp de Rembrandt, realizada en óleo sobre madera. Fue adquirida hacia fines del siglo XIX para la formación artística de los alumnos monserratenses.
La tercera es la Copia de la Crucifixión de San Pedro de Caravaggio, realizada en óleo sobre madera en 1976.
La cuarta y última es una obra sin título original realizada por un Bogino de 17 años, en 1977. En ella se encuentran elementos de la técnica surrealista, de la pintura flamenca con tintes góticos, manieristas y barrocos.
Además de la Colección Bogino se sitúan en la institución obras como el retrato de Ignacio Duarte y Quirós que decora la sala de profesores. Su autor no es conocido pero se sabe que la pintura pertenece a la Escuela cuzqueña y fue hecha a finales del siglo XVIII. En ella se puede ver el escudo de la familia de Duarte y Quirós, que luego se utilizaría como escudo del colegio, y un alumno del convictorio. También se encuentran óleos de Genaro Pérez y Octavio Pinto.
El Colegio instauró un Laboratorio de Conservación y Restauración, donde se arreglan las obras artísticas dañadas que forman parte de la colección de obras de arte con las que cuenta. Actualmente se encuentra supervisada por el Archivo Histórico del Colegio, y está a cargo del especialista en restauración de obras de arte, Jacinto Palacios.

### Tradiciones

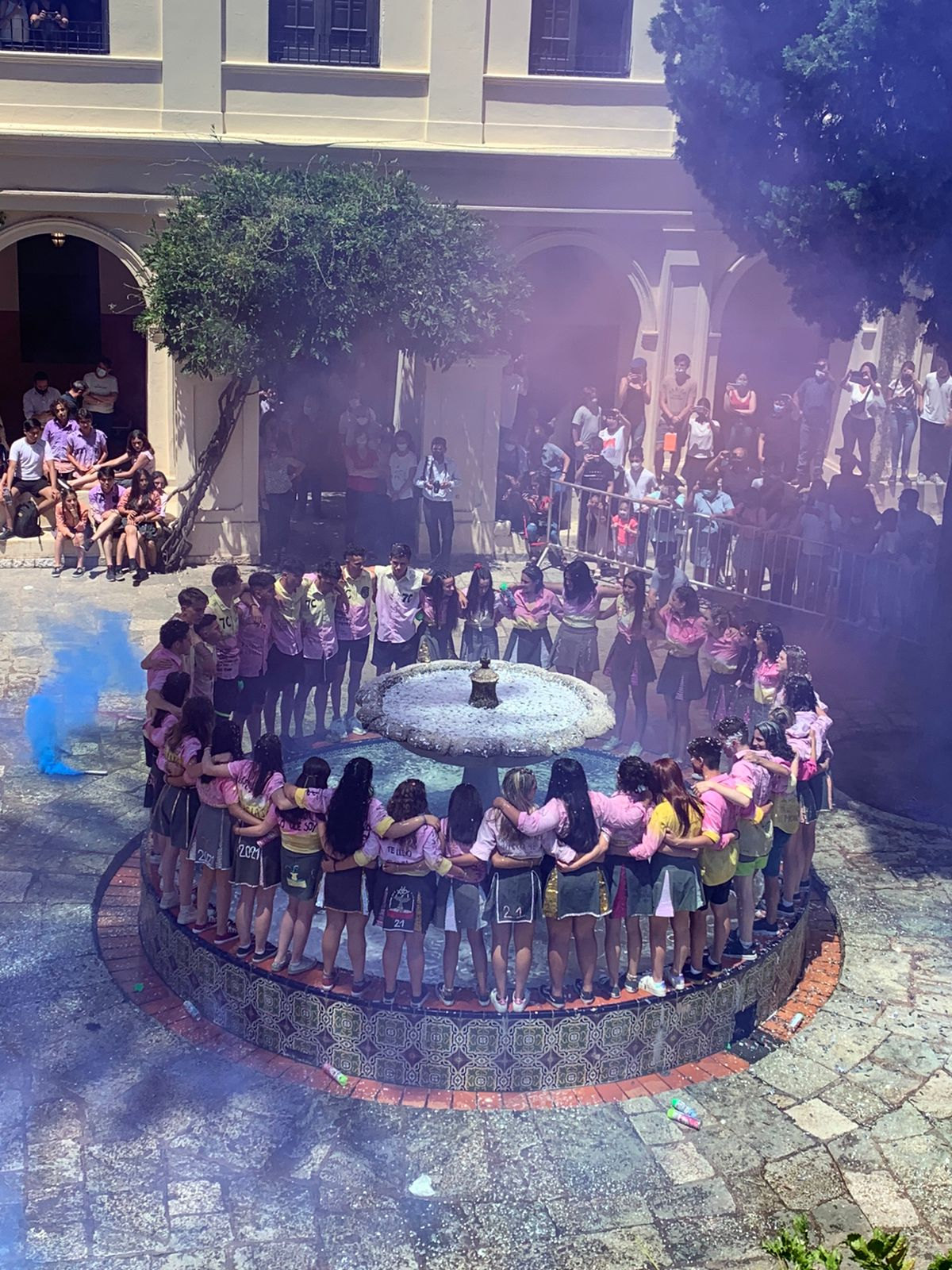
Instantes previos de la tirada a la fuente.

#### Bautismo monserratense
Cada año, los estudiantes del último año del secundario festejan su egreso con el “Bautismo Monserratense”. Es una de las tradiciones más significativas e importantes para los alumnos que comenzó como una travesura, una trasgresión al reglamento, en los años 50 del siglo XX. Al finalizar el año lectivo, se arrojaba al alumno más estudioso o disciplinado. Con el paso de los años, fue variando, hasta llegar a 1963 donde ya festejaban por todos y se tiraban de a uno. Hacia 1978, todos los alumnos se organizaban para entonar el himno del colegio y saltar dentro de la fuente, forma que persiste hasta el presente.
Actualmente, los estudiantes de séptimo año entonan el himno del colegio y algunas canciones inventadas por ellos mismos todos los viernes del año, alrededor de la fuente. Desde la primera semana de clase, a modo de preparación, hasta la última antes del último viernes, cuando se lleva a cabo este evento. Sketches, bailes y cantos son preparados por los jóvenes para celebrar el tan esperado momento, donde finalmente saltan a la fuente como lo hicieron las promociones anteriores.

#### Estudiantina y cofradías
Desde 2006, los alumnos de séptimo año junto a los de primero festejan la “Estudiantina Monserratense”, llevada a cabo en la Estancia de Colonia Caroya, donde los estudiantes, en la época en el que el Colegio era un convictorio, pasaban sus vacaciones.
Desde 2015 se implementó una nueva tradición: la creación de cofradías, inspiradas en las hermandades de las universidades europeas, fomenta el fortalecimiento de los valores que representan los atributos del escudo. Cada alumno, ya sea de primero o de séptimo, a través de un bolillero, es sorteado para descubrir a cuál cofradía pertenece. De esta manera, todos compiten por la “Copa del Fundador”. Juegos deportivos, el “Secreto de los Cicerones” (una serie de acertijos con un equipo ganador) y un duelo de esgrima, son los necesarios para ganar puntos.
Cada cofradía cuenta con un patrono, un atributo del escudo del Colegio, un animal autóctono de Córdoba y un color.

##### Cofradía de los Gertrudianos
Patrona: Gertrudis Duarte, hermana de Ignacio Duarte y Quirós, quien donó sus bienes para ayudar a su hermano y a los Jesuitas a fundar la institución. Representa el estamento de la familia.
Atributo del escudo: el ciprés, símbolo de la familia monserratense.

Mascota: Corzuela, representa la ternura y la fuerza del amor fraterno.

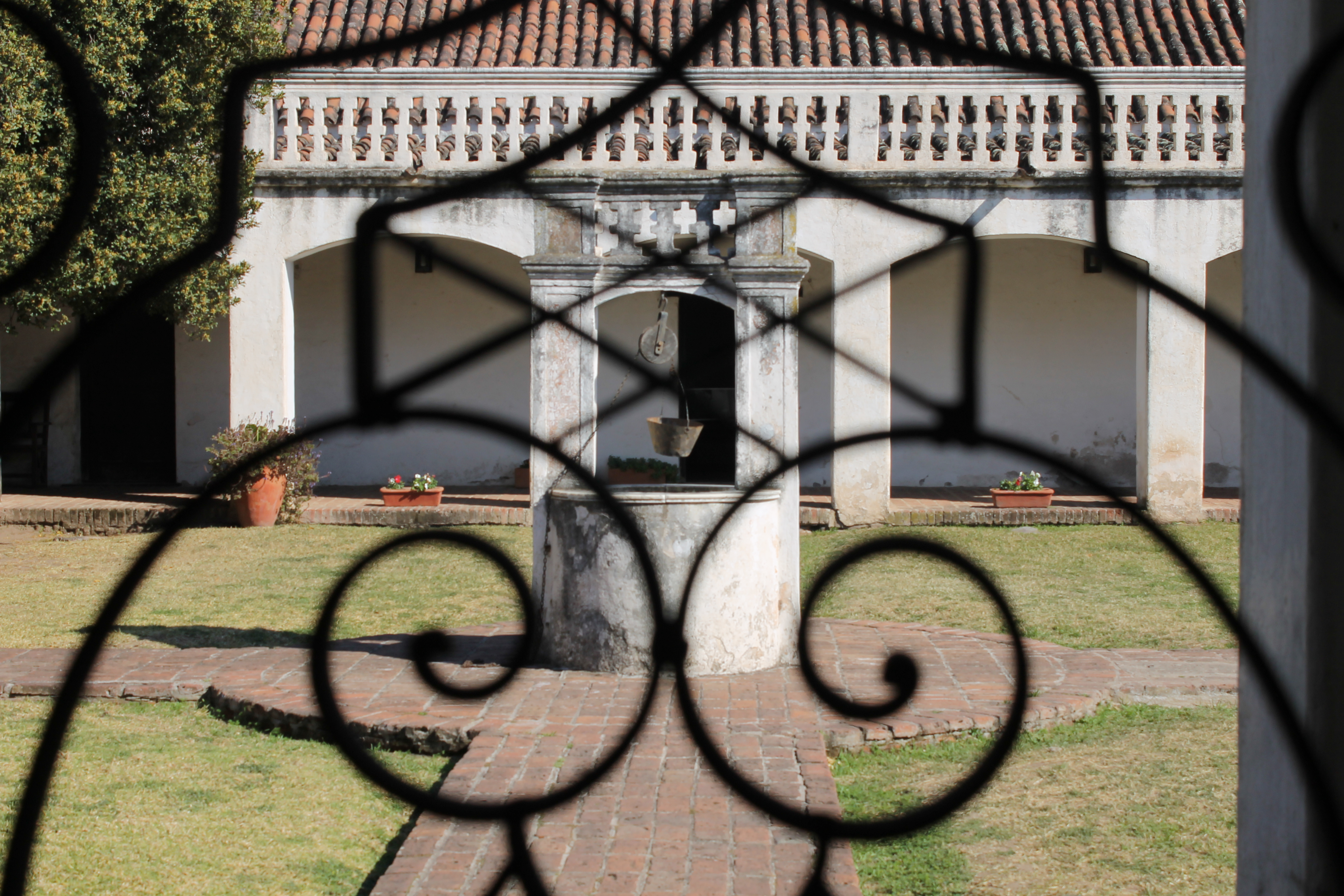
Patio central de la Estancia de Colonia Caroya.

Color: Azul.

##### Cofradía de los Jerónimos
Patrono: Jerónimo de Ceballos, primer alumno inscrito, de acuerdo con los documentos del Archivo Histórico, en 1695. Representa el estamento de los estudiantes.
Atributo del escudo: la estrella, guía de sus hermanos.
Mascota; Zorro colorado, representa la vivacidad y agilidad para proteger a su manada.
Color: Rojo.

##### Cofradía de los Boticarios
Patrono: Thomas Falkner, discípulo de Isaac Newton, creó la primera botica de Córdoba y de esta región de Sudamérica. También enseñó ciencias naturales en el Colegio Máximo. Representa el estamento de los profesores.
Atributo del escudo: Las rosas y las flores de lis, las cuales representan la pureza de los estudiantes.
Mascota: Lechuza del campanario, encarna la curiosidad.
Color: Verde.

##### Cofradía de los imprenteros
Patrono: Ladislao Orosz, quien logró traer la primera imprenta de Córdoba y de la región sudamericana, y promovió la difusión del saber impreso. Representa el estamento de las autoridades del Colegio.
Atributo del escudo: Las llaves del conocimiento impreso.
Mascota: Puma, cazador que lucha por su vida y por los principios que hacen posible su existencia.
Color: Amarillo.

### Archivo histórico

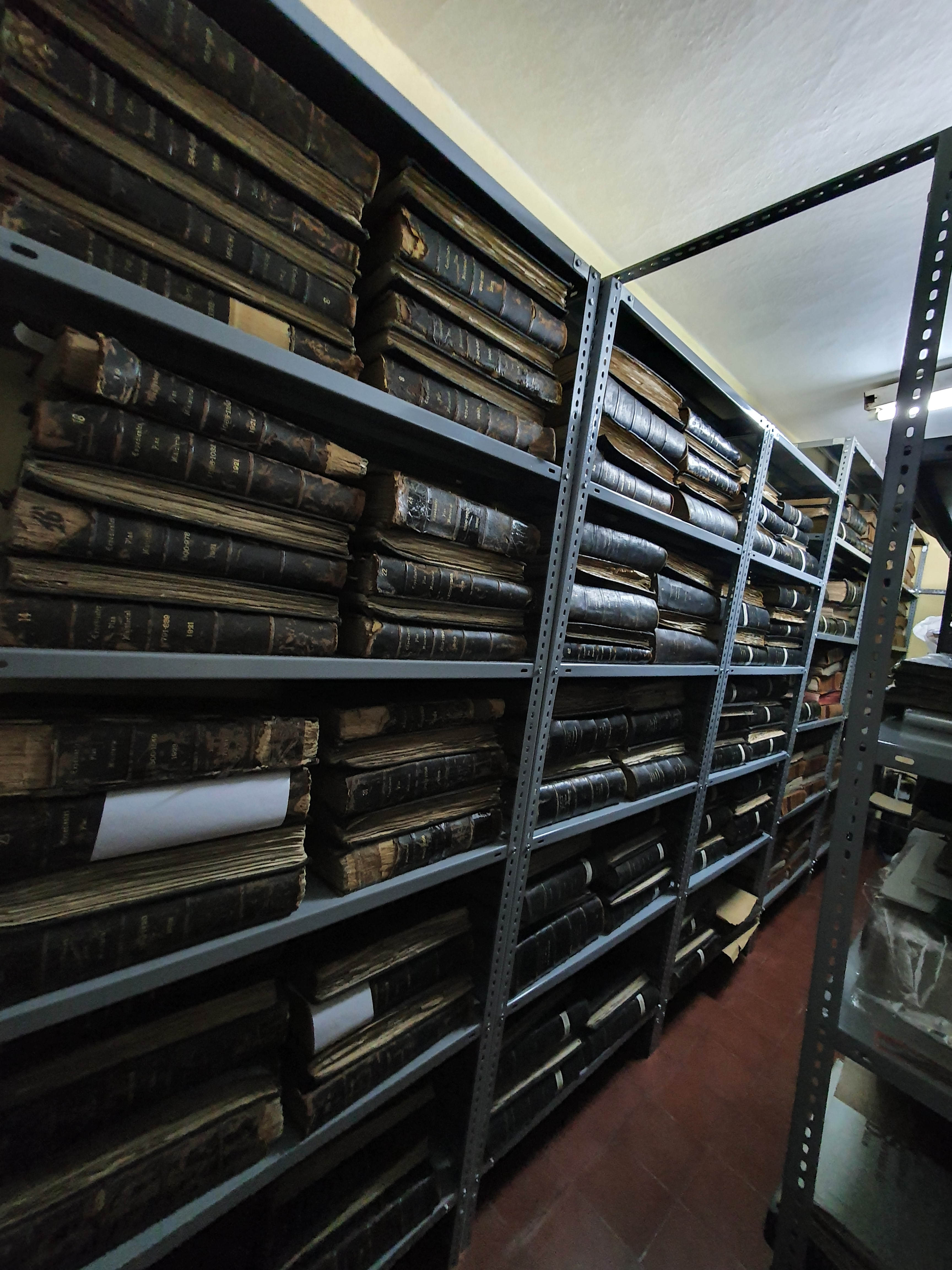
Interior del archivo histórico del colegio.

Una de las características más importantes del Colegio Nacional de Monserrat es que cuenta con un Archivo Histórico y Contemporáneo que preserva el acervo documental y brinda su ayuda para consultar e investigar las colecciones.
Su acervo documental es una de las colecciones más completas de Sudamérica. En ella se encuentran archivos desde 1687 hasta la actualidad como la administración de la institución en sus diferentes periodos, registro de todos los monserratenses, fondo de planos antiguos, un herbario del siglo XIX, etc.

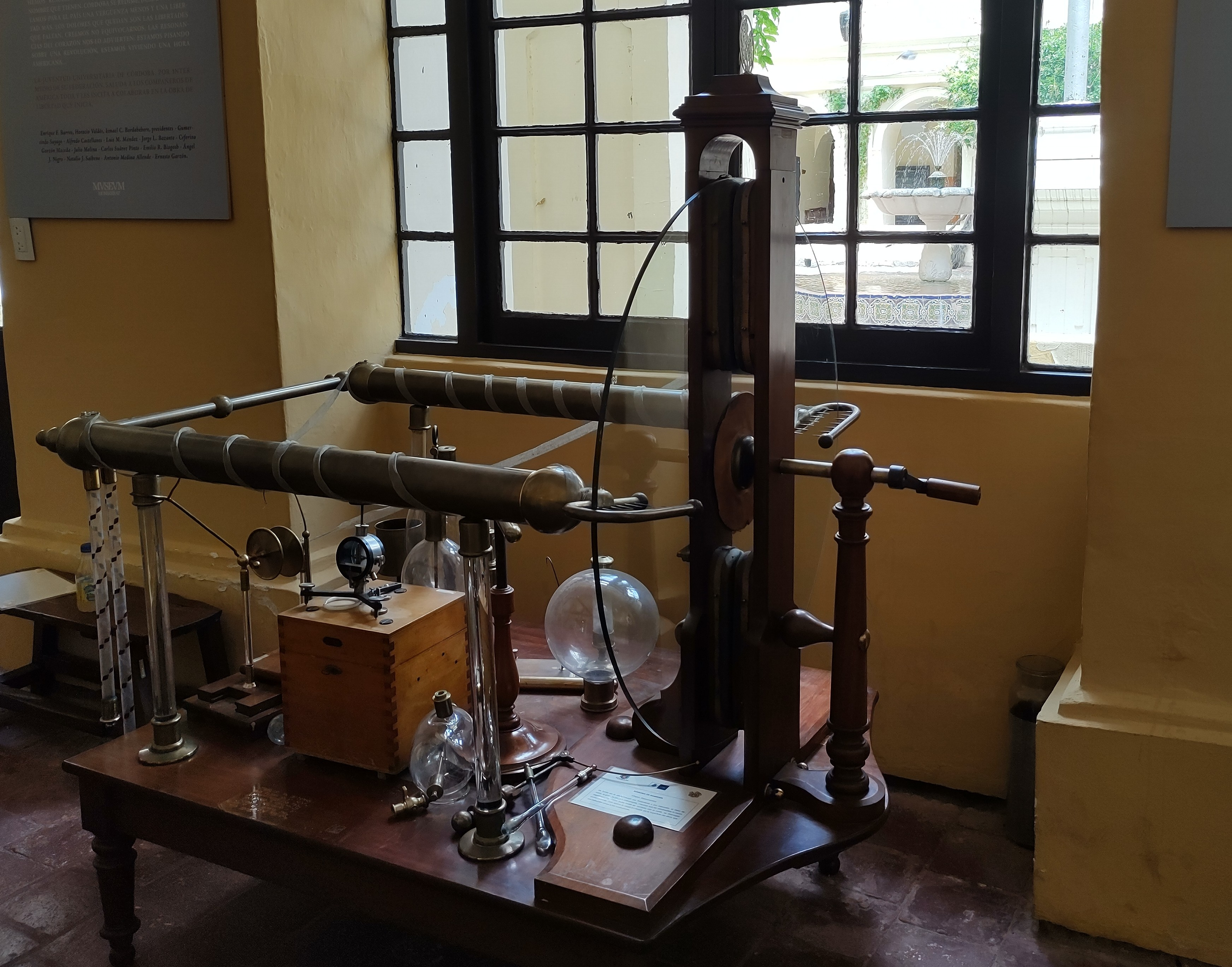
Máquina de Ramdsen Colegio Nacional de Monserrat

### Museo
Por su trascendencia histórica y el valor de sus colecciones el Colegio Nacional de Monserrat cuenta con su propio Museo Histórico. Nació como una parte integrante del legado jesuítico luego de que la Unesco declaró a la institución como Patrimonio de la Humanidad. 
Es este un espacio de visitas y recorridos que cuenta con una de las colecciones de arte más importantes de la ciudad de Córdoba cuyas construcciones datan los siglos XVII, XVIII,XIX y comienzos del siglo XX. En la colección de arte se exhibe una destacada colección de máquinas de Física, Química y Astronomía, en su mayoría del siglo XIX y provenientes de Francia y Alemania, así como otros instrumentos didácticos de la enseñanza en siglos pasados.

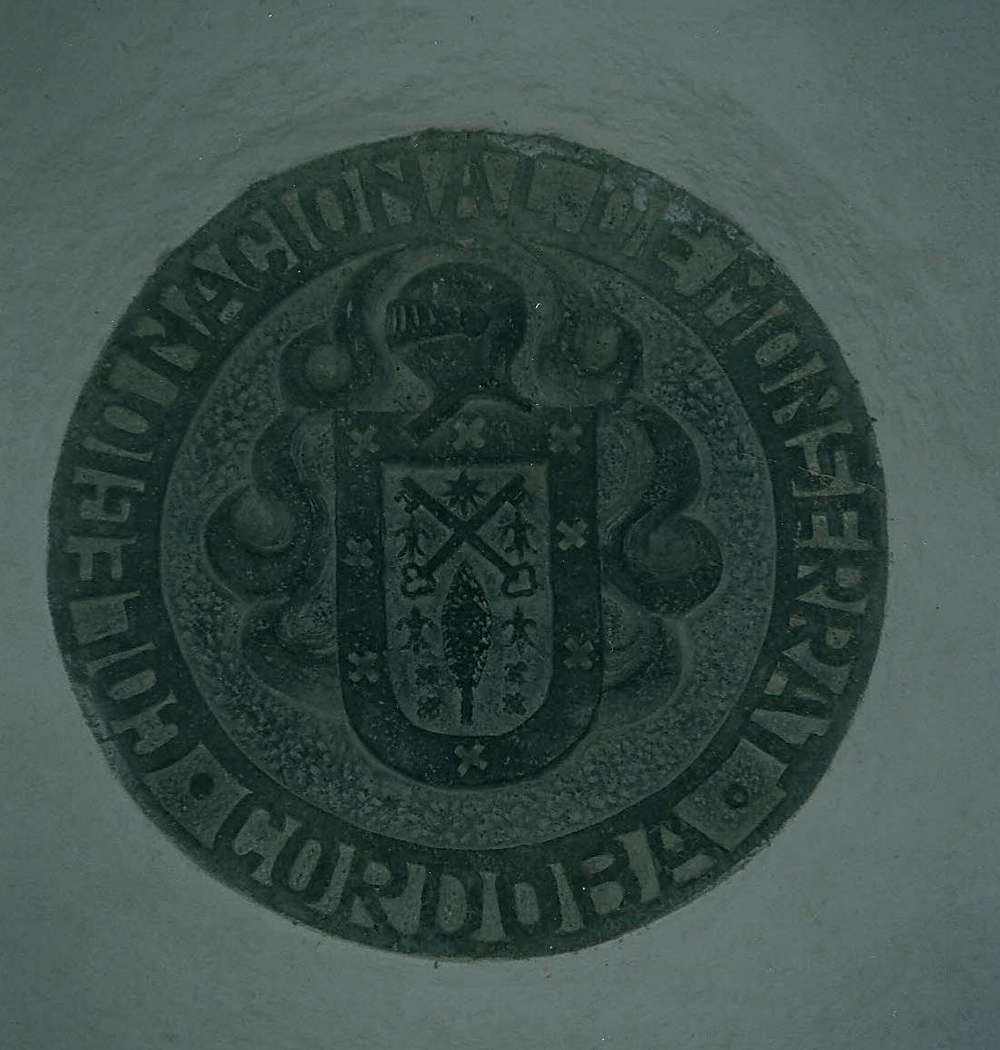
Escudo del Colegio Nacional de Monserrat, conservado en la estancia jesuítica de Caroya, adonde vacacionaban los colegiales.

## Escudo del Colegio Nacional de Monserrat
En el escudo del Monserrat Duarte y Quirós colocó símbolos espirituales, como la Stella Matutina, que representa a la Virgen María como Madre Universal. En el campo se muestra un ciprés, cuyas ramas representan todas las generaciones de monserratenses. Y separando la estrella y el ciprés dos llaves cruzadas con la finalidad de abrir el entendimiento: el de las Letras y el de la Virtud, porque en Virtud y Letras se formarán los estudiantes como caballeros.

## Las mujeres en el Monserrat

### La resistencia al ingreso de las mujeres en el Monserrat
Desde su fundación hasta 1998 el colegio fue solamente para alumnos hombres, sin embargo, en mayo de 1997, por una Ordenanza del Honorable Consejo superior de la Universidad Nacional de Córdoba, se reglamentó la inscripción de todos los aspirantes sin tener distinción alguna respecto al sexo de los mismos. Así, en 1998, el Monserrat pasó a ser una institución mixta con el ingreso de las primeras 44 alumnas oficiales de la institución.
En 1997, estudiantes, padres y docentes del establecimiento sentenciaban que, con la sanción de la Ley Federal de Educación (Argentina), la Universidad de Córdoba "había perdido competencia" para regir sus destinos.
El 6 de mayo de 1997 se produjo la primera toma de las instalaciones, luego de que el Consejo Superior de la Universidad aprobó, por unanimidad, la ordenanza que permite formalmente el ingreso al colegio de las mujeres. Esto en respuesta a una iniciativa planteada por Franja Morada. El 7 de mayo se lleva a cabo la segunda ocupación. Ese mismo día a la madrugada el edificio fue desalojado por los ocupantes y los alumnos asistieron al colegio en sus turnos correspondientes.
Luego de la jornada habitual, alrededor de unos 200 estudiantes —en su mayoría de cursos superiores— cerraron con cadenas y candados las puertas de la institución y permanecen en el interior. La asociación de Padres se manifestó a favor de los estudiantes.
Los representantes de los estudiantes informaron que habían dispuesto el "estado de asamblea permanente" por tiempo indeterminado. Mientras tanto, las autoridades de la Universidad se mantienen expectantes, afirmando que es incorrecta la argumentación de que la Ley de Educación les haya sustraído jurisdicción sobre el Monserrat. Por su parte, los abogados que patrocinan a aquellos que se resisten al ingreso de las mujeres al colegio, acusaron a la Universidad de "desobediencia judicial" y pidieron la nulidad de la resolución. Finalmente, luego de una dura disputa entre autoridades, docentes, estudiantes y padres (que incluyó manifestaciones, tomas del establecimiento, discusiones y pleitos judiciales), en 1998 la Justicia falló a favor de la conversión del Monserrat en mixto. El 9 de marzo de 1998 llegó a las aulas el primer grupo de mujeres alumnas del Monserrat.

### La primera promoción de mujeres
El 12 de noviembre de 2004 finalizó sus estudios la primera camada de estudiantes mujeres del Monserrat; recibieron finalmente sus títulos de bachilleres humanistas; una de ellas incluso lo hizo como escolta de la Bandera por sus altas calificaciones. A pesar de algunos roces con aquellos de las promociones de varones, las mujeres pudieron adaptarse fácilmente al colegio y lograr una buena convivencia con sus compañeros. Pese a los dichos de quienes se negaban al cambio, el nivel académico del Monserrat, así como su carácter humanista, se mantienen a lo largo de los años.